# Когут, Николай Владимирович
Никола́й Влади́мирович Ко́гут (укр. Микола Володимирович Когут; 31 августа 1998, 31 августа 1998, Озерянка, Тернопольская область) — украинский футболист, полузащитник одесского «Черноморца».

## Биография
Родился в Тернопольской области, воспитанник зборовской ДЮСШ, в составе которой выступал в юношеских турнирах чемпионата Тернопольской области. В ДЮФЛУ играл за «Тернополь», а также за золочевский «Сокол» в юношеском чемпионате Львовской области.
Взрослую футбольную карьеру начал в 2015 году в «Золочеве», выступавшем в чемпионате Тернопольской области. Затем играл за «Ниву» (Бережаны). С 2016 по 2017 год защищал цвета чортковского «Кристалла» в чемпионате Тернопольской области и любительском чемпионате Украины.
Зимой 2018 года перебрался в «Агробизнес». В футболке волочисского клуба дебютировал 31 марта 2018 года в победном (2:1) домашнем поединке 20-го тура группы «А» Второй лиги Украины против винницкой «Нивы». Николай вышел на поле в стартовом составе, а на 57-й минуте его заменил Иван Когут. Дебютным голом во взрослом футболе отличился 21 апреля 2018 года на 12-й минуте победного (5:0) выездного поединка 23-го тура группы «А» Второй лиге Украины против «Арсенала-Киевщины». Когут вышел на поле на 71-й минуте, заменив Андрея Дубчака. В сезоне 2017/18 помог команде стать победителем Второй лиги. В Первой лиге Украины дебютировал 18 августа 2018 года в проигранном (0:1) домашнем поединке 5-го тура против краматорского «Днепра-1». Когут вышел на поле на 75-й минуте, заменив Андрея Скакуна. Дебютным голом за «Агробизнес» отличился 27 июля 2019 года на 11-й минуте ничейного (2:2) домашнего поединка 1-го тура Первой лиги против «Кременя». Николай вышел на поле на 66-й минуте, заменив Богдана Иванченка.

## Семья
Брат-близнец, Иван, также профессиональный футболист